# Печанга
Печанга (англ. Pechanga Reservation) — индейская резервация народа луисеньо, расположенная на Юго-Западе США в южной части штата Калифорния.

## История
Европейцы впервые прибыли в долину Темекьюла в 1797 году. В 1798 году испанские миссионеры основали миссию Сан-Луис-Рей-де-Франсия в границах территории народа луисеньо. После окончания Американо-мексиканской войны индейские агенты США прибыли в долину Темекьюла для заключения договора с местной группой луисеньо. Договор гарантировал, что большие участки земли вокруг поселения луисеньо будут зарезервированы для них, за исключением прав на добычу полезных ископаемых и дорог общего пользования. Взамен американское правительство обещало предоставить определенное количество скота и товаров. Однако Сенат США отказался ратифицировать какой-либо из договоров с народом луисеньо.
27 июня 1882 года президент США Честер Артур своим указом учредил индейскую резервацию Печанга для группы луисеньо, проживающей в долине Темекьюла. В 1906 году комиссар по делам индейцев Чарльз Эдвин Келси предположил, что резервации нужны дополнительные сельскохозяйственные угодья для того, чтобы луисеньо смогли обеспечивать себя сами. В 1907 году американские власти приобрели дополнительно 235 акров земли рядом с резервацией Печанга, которые стали известны как Тракт Келси.

## География
Резервация расположена в южной части Калифорнии на юго-западе округа Риверсайд. Общая площадь резервации составляет 18,22 км², из них 18,16 км² приходится на сушу и 0,06 км² — на воду. Административным центром резервации является город Темекьюла.

## Демография
По данным федеральной переписи населения 2010 года население Печанги составляло 346 человек.
В 2019 году в резервации проживал 361 человек. Расовый состав населения: белые — 55 чел., афроамериканцы — 3 чел., коренные американцы (индейцы США) — 173 чел., азиаты — 16 чел., океанийцы — 3 чел., представители других рас — 16 чел., представители двух или более рас — 95 человек. Плотность населения составляла 19,81 чел./км².

## Комментарии
1. ↑  В состав резервации входит часть населённого пункта.